# Women Writers Project
ノースイースタン大学Women Writers Project（英語: Northeastern University Women Writers Project, WWP、過去名:Brown University Women Writers Project）とは長期間の研究と出版のプロジェクトで近世女性作家の英語作品をオンライン公開している。1986年のブラウン大学で設立された。16世紀から19世紀中頃までの女性が著作もしくは共著していて現在は入手困難である作品を電子化したコレクションである「Women Writers Online」を手がけている。さらに、原稿や初期の印刷文書をデジタルデータで再公開することに伴う複雑な問題を研究することに積極的であり、「Women in the Archives」という会議を時折開催したり、デジタル・ヒューマニティーズを中心としたテキストのエンコードやその他の実践に関する教育ワークショップを開催している

## 歴史
ブラウン大学Women Writers Projectは1980年代の終わりに近世女性学と電子テキストエンコードの2つのコミュニティが結合する形で誕生した。
テキストへより幅広いアクセスが出来るようにする保存方法としてWWPは初めの5年に初期のデジタルコレクションである約200もの作品を転写し、選定した従来の印刷形式の作品の版で実験した。15巻にわたる「Women Writers in English, 1350–1850」は現在も利用可能である。
1993年、拡張されたテキスト・エンコーディング・イニシアティブ(TEI)やそのガイドラインに対応するためにWWPは初期の女性作家作品を再公開するために新しいガイドラインを活用する方法に関する3年にも渡る研究を始めた。この時、新たなエンコード方法のセットや改善したドキュメンテーションシステムを適用し訓練を行った上でいくつかの新たな作品がコレクションに加えられた。
1996年以降、新たな作品が新たなTEIの規格で再エンコードされるようになった。1997年から2000年の間、アンドリュー・W・メロン財団の支援を受けて、教育や研究における電子書籍の影響を研究するプロジェクトである「Renaissance Women Online」を生み出した。このプロジェクトでは100ものテキストによる入門資料が作成され、現在Women Writers Onlineのサブコレクションになっている。1999年にWomen Writers Onlineはオンラインで利用できる集成資料として公開された。
Women Writers Onlineの公開以降、学術テキストエンコードに関するガイドの発行や、テキストエンコードに関するワークショップやセミナーの開催、Women in the Archivesという定期的な学会の開催をイニシアティブとして行っている。
2013年、WWPはロードアイランド州プロビデンスのブラウン大学からマサチューセッツ州ボストンのノースイースタン大学へ移管された。

## Women Writers Online
Women Writers Onlineとは英語で書かれた1526年から1850年までの女性作家作品の全文コレクションである。現在、340以上の作品がデータベースにあり、毎年15もの新たな作品が追加されている。
集成資料は現在、作家の知名度に関係なく見つけるのが困難だったり、一般的に読めない作品を主眼にしている。
例として以下の作家の作品が公開されている。
- アナ・レティティア・バーボルド（英語版）
- アフラ・ベーン
- マーガレット・キャヴェンディッシュ
- エリザベス1世
- マーガレット・フェル（英語版）
- フェリシア・ヘマンズ（英語版）
- キャサリン・パー
- メアリー・シドニー（英語版）
- メアリ・ウルストンクラフト

Women Writers Onlineへのアクセスは個人団体両方が利用できる有料購読契約を結んだ上でウェブ型インターフェイスで利用するが一ヶ月間の無料試用期間がある。WWPは通常毎年3月に女性史月間を記念して無料のテキストベースを設けている。
2012年3月、新たなインターフェイスを公開した。

## リソースとアウトリーチ
WWPは複数のスキルに合わせたテキストエンコードのワークショップやセミナーを1年に何度も開催している。2008年から2011年にかけてサラ・ドイル女性センターとブラウン大学の複数の他のグループとの協同作業による「Women in the Archives」というカンファレンスを毎年開催していた。
Women Writers Onlineコレクションに加え、WWPは近世の女性作家に興味のある研究者や教師に役立つ一般公開リソースを複数提供していて、オンラインコレクションを研究で最大限活用するためのオリエンテーションやオンラインユーザーインターフェースを利用するための割り当てやルネッサンス期および近世の文学や女性学、その他関連分野のコースでオンラインテキストや焦点を組み込むために教授が提出するシラバスが含まれている。